# Erin Nayler
Erin Nicole Nayler (Auckland, 17 de abril de 1992) é uma futebolista profissional neozelandesa que atua como goleira.

## Carreira
Apesar de convocada para a Copa do Mundo de Futebol Feminino de 2011, não participou do torneio, e só estreou na Seleção Neozelandesa de Futebol Feminino em 2013. Nayler já era a goleira titular na Copa de 2015, sofrendo apenas 3 gols em 3 partidas e sendo eleita melhor jogadora em campo ao segurar um 0-0 contra o anfitrião Canadá. Um ano depois jogou pela seleção nas Olimpíadas de 2016. 